# Notidanus
Genre
Notidanus est un genre éteint de requins de la famille également éteinte des Crassonotidae. Il a vécu du Jurassique au Crétacé.

## Liste d'espèces
- † Notidanus amalthei (Oppel, 1854)
- † Notidanus atrox (Ameghino, 1899)
- † Notidanus intermedius (Wagner, 1862)
- † Notidanus nikitini (Chabakov & Zonov, 1935)

## Taxonomie
Ce genre est considéré comme non valide par plusieurs sources, dont WoRMS, qui lui préfère Hexanchus  Rafinesque, 1810.